# Red Before Black
| Оценки критиков | Оценки критиков |
| Источник        | Оценка          |
| --------------- | --------------- |
| AllMusic        | [ 4 ]           |
| Metal Hammer    | [ 5 ]           |
| Exclaim!        | [ 6 ]           |
| Rock Hard       | [ 7 ]           |
| Blabbermouth    | [ 8 ]           |
| MetalSucks      | [ 9 ]           |
| Metal Storm     | [ 10 ]          |
| Metal Injection | [ 11 ]          |
| Metal.de        | [ 12 ]          |

Red Before Black (с англ. — «Красный перед чёрным») — четырнадцатый студийный альбом американской дэт-метал-группы Cannibal Corpse, выпущенный 3 ноября 2017 года на лейбле Metal Blade Records. Это последний альбом, в записи которого принимал участие гитарист Пэт О’Брайен.

## Об альбоме
Вернувшись после тура в поддержку своего тринадцатого альбома A Skeletal Domain в 2016 году группа начала сочинять материал для следующего альбома. Основными авторами музыки являлись Алекс Уэбстер, Пэт О’Брайен и Роб Баррет, которые по большей части сочиняли материал независимо друг от друга.
Для данного альбома музыканты решили выбрать менее шокирующее и провокационное название по сравнению с предыдущими релизами, сделать его более открытым для интерпретаций. Название придумал барабанщик Пол Мазуркевич уже во время создания материала для альбома. Изначально музыканты не были уверены, стоит ли использовать «Red Before Black» только как название одной песни или для всего релиза, однако со временем группа поняла, что верным решением будет назвать так весь альбом. По словам музыкантов, это означает видеть кровь перед своей смертью, а когда человек умирает — для него всё становится чёрным.
Для работы над Red Before Black группа вернулась к продюсеру Эрику Рутану, который до этого продюсировал их альбомы Torture (2012), Evisceration Plague (2009) и Kill (2006). Однако это решение было фактически спонтанным — в 2016 году Adult Swim попросили Cannibal Corpse создать заглавную композицию для хэллоуинского выпуска мультсериала «Осьминоги». Из-за ограниченных сроков музыканты обратились к Рутану, с которым поддерживали общение, и в итоге он согласился им помочь в создании песни. По итогу этого воссоединения группа решила вновь обратиться к услугам Рутана в качестве продюсера их следующего полноформатного альбома, так как Рутан жил в том же городе, что и они и им бы не пришлось ездить для записи в другой штат, как было в случае предыдущего альбома, A Skeletal Domain.

## Список композиций
| №                   | Название                    | Текст песни         | Музыка              | Длительность |
| ------------------- | --------------------------- | ------------------- | ------------------- | ------------ |
| 1.                  | «Only One Will Die»         | Алекс Уэбстер       | Уэбстер             | 3:24         |
| 2.                  | «Red Before Black»          | Пол Мазуркевич      | Пэт О’Брайен        | 3:12         |
| 3.                  | «Code of the Slashers»      | Роб Баррет          | Баррет              | 4:46         |
| 4.                  | «Shedding My Human Skin»    | Мазуркевич          | О’Брайен            | 3:29         |
| 5.                  | «Remaimed»                  | Мазуркевич          | О’Брайен            | 4:14         |
| 6.                  | «Firestorm Vengeance»       | Уэбстер             | Уэбстер             | 3:43         |
| 7.                  | «Heads Shoveled Off»        | Мазуркевич          | О’Брайен            | 3:37         |
| 8.                  | «Corpus Delicti»            | Баррет              | Баррет              | 3:29         |
| 9.                  | «Scavenger Consuming Death» | Уэбстер             | Уэбстер             | 4:33         |
| 10.                 | «In the Midst of Ruin»      | Мазуркевич          | Баррет              | 3:26         |
| 11.                 | «Destroyed Without a Trace» | Мазуркевич          | Баррет, Мазуркевич  | 4:01         |
| 12.                 | «Hideous Ichor»             | Уэбстер             | Уэбстер             | 4:34         |
| Общая длительность: | Общая длительность:         | Общая длительность: | Общая длительность: | 46:26        |

| №                   | Название                        | Текст песни                 | Музыка               | Оригинальный исполнитель | Длительность |
| ------------------- | ------------------------------- | --------------------------- | -------------------- | ------------------------ | ------------ |
| 1.                  | «Sacrifice»                     | Скотт Уоттс, Роб Урбинати   | Уоттс, Джо Рико      | Sacrifice                | 3:04         |
| 2.                  | «Confessions»                   | Джефф Бесерра               | Майк Торрао          | Possessed                | 2:58         |
| 3.                  | «No Remorse»                    | Джеймс Хэтфилд              | Хэтфилд, Ларс Ульрих | Metallica                | 6:16         |
| 4.                  | «Demon's Night»                 | Accept                      | Accept               | Accept                   | 4:17         |
| 5.                  | «Bethany Home (A Place to Die)» | The Accüsed                 | The Accüsed          | The Accüsed              | 3:20         |
| 6.                  | «Endless Pain»                  | Милле Петроцца, Юрген Райль | Петроцца             | Kreator                  | 3:11         |
| 7.                  | «Behind Bars»                   | Дэйв Карло                  | Карло                | Razor                    | 2:20         |
| Общая длительность: | Общая длительность:             | Общая длительность:         | Общая длительность:  | Общая длительность:      | 25:26        |

## Участники записи
Cannibal Corpse
- Джордж Фишер — вокал
- Пэт О’Брайен — гитара
- Роб Баррет — гитара
- Алекс Уэбстер — бас-гитара
- Пол Мазуркевич — ударные

Технический персонал
- Эрик Рутан — продюсирование, запись инструментов, сведение, бэк-вокал на «Only One Will Die» и гитарное соло на «In the Midst of Ruin»
- Арт Пайз — помощник звукорежиссёра
- Алан Душ — мастеринг
- Винс Локк — обложка
- Брайан Эймс — дизайн буклета альбома
- Алекс Морган — фотограф

## Чарты
| Чарт                                | Высшая позиция |
| ----------------------------------- | -------------- |
| Австрия (Ö3 Austria)                | 29             |
| Бельгия/Фландрия (Ultratop)         | 116            |
| Бельгия/Валлония (Ultratop)         | 70             |
| Финляндия (Suomen virallinen lista) | 33             |
| Франция (SNEP)                      | 101            |
| Германия (Offizielle Top 100)       | 16             |
| Швейцария (Schweizer Hitparade)     | 29             |
| США (Billboard 200)                 | 95             |